# Jewgeni Margulis
Jewgeni Margulis (russisch Евгений Маргулис; * 17. Februar 1982) ist ein russisch-israelischer Eishockeyspieler, der seit 2013 bei den Rishon Devils in der israelischen Eishockeyliga unter Vertrag steht.

## Karriere
Jewgeni Margulis, der sowohl die russische als auch die israelische Staatsbürgerschaft besitzt, trat erstmals in das Blickfeld der israelischen Eishockeyöffentlichkeit, als er in der Saison 2012/13 für die Horses Kfar Saba in der israelischen Eishockeyliga spielte. Nach dieser Spielzeit wechselte er zum amtierenden Landesmeister Rishon Devils, für den er seither spielt und mit denen er 2017 israelischer Meister wurde.

### International
Für Israel nahm Margulis in der Division II an den Weltmeisterschaften 2013 und 2014 teil.

## Erfolge und Auszeichnungen
- 2013 Aufstieg in die Division II, Gruppe A, bei der Weltmeisterschaft der Division II, Gruppe B
- 2017 Israelischer Meister mit den Rishon Devils